# Dimeresia
Dimeresia es un género monotípico de plantas fanerógamas perteneciente a la familia de las asteráceas. Su única especie Dimeresia howellii es originaria de Estados Unidos en California.

## Descripción
Es una planta anual que alcanza un tamaño de hasta <4 cm , con mechón en la base, ± glandular por encima de las hojas, opuestas de 1-3 cm,  corto pecioladas, oblanceoladas a ovadas. Inflorescencia discoide,  involucro de 4-6 mm , en sentido estricto en forma de campana ; brácteas 2-3. Flores 2-3; corola 4-6 mm , de color blanco a morado. Tiene un número de cromosomas: 2 n = 14

## Taxonomía
Dimeresia howellii fue descrita por A.Gray y publicado en Synoptical Flora of North America 1(2): 449. 1886.
Sinonimia
- Ereminula howellii (A.Gray) Greene